# عبد المجيد الرشيدي (لاعب كرة قدم مواليد يناير 1996)
عبد المجيد فالح الرشيدي مواليد 24 يناير 1996 في السعودية، هو لاعب كرة قدم سعودي يلعب في نادي التقدم.

## مسيرة اللاعب
لعب في نادي الطائي ونادي الدرعية ونادي قفار ونادي التقدم.